# デレヴニャ (行政区画)
デレヴニャ（ロシア語: Деревня）は、ロシアの村落の一種、またロシアの行政区画名の一つである。一般的に数十戸からなる。日本語では村、村落などの訳語が当てられる。
デレヴニャは17世紀から18世紀に、農民の住む村を指す用語として用いられた。また、それ以前には農家、耕地を指す言葉だった。16世紀の書籍『ドモストロイ』（Домострой, 家庭訓）には、「デレヴニャを耕作する」という記述が見られる。さらにそれ以前は、畑のために森を切り拓いた土地を意味した。デレヴニャとは、樹木を意味するデレヴォ（дерево）に由来する言葉である。
20世紀初頭までは教会堂を有するものがセロ、無いものがデレヴニャと呼ばれた。　